# Creston (Ohio)
Creston es una villa ubicada en el condado de Wayne en el estado estadounidense de Ohio. En el Censo de 2010 tenía una población de 2171 habitantes y una densidad poblacional de 371,72 personas por km².

## Geografía
Creston se encuentra ubicada en las coordenadas 40°58′35″N 81°54′0″O / 40.97639, -81.90000. Según la Oficina del Censo de los Estados Unidos, Creston tiene una superficie total de 5.84 km², de la cual 5.84 km² corresponden a tierra firme y (0%) 0 km² es agua.

## Demografía
Según el censo de 2010, había 2171 personas residiendo en Creston. La densidad de población era de 371,72 hab./km². De los 2171 habitantes, Creston estaba compuesto por el 96.87% blancos, el 0.41% eran afroamericanos, el 0.09% eran amerindios, el 0.74% eran asiáticos, el 0% eran isleños del Pacífico, el 0.14% eran de otras razas y el 1.75% pertenecían a dos o más razas. Del total de la población el 0.97% eran hispanos o latinos de cualquier raza.